# Acerotella
Acerotella is een geslacht van vliesvleugelige insecten uit de familie Platygastridae.

## Soorten
- A. boter (Walker, 1838)
- A. evanescens (Kieffer, 1914)
- A. humilis (Kieffer, 1913)
- A. hungarica (Szelenyi, 1938)
- A. oblongisubcostaliceps (Szabó, 1981)
- A. silvicola (Szabó, 1981)